# 7220 Philnicholson
7220 Philnicholson eller 1981 QE är en asteroid i huvudbältet som upptäcktes den 30 augusti 1981 av den amerikanske astronomen Edward L.G. Bowell vid Anderson Mesa Station. Den är uppkallad efter Philip D. Nicholson.
Asteroiden har en diameter på ungefär 3 kilometer och den tillhör asteroidgruppen Nysa.